# Carrandi
Carrandi es una parroquia y un lugar del concejo asturiano de Colunga. Se encuentra en la parte meridional del mismo, y tiene una extensión de 10,15 km². Su población es de 87 habitantes (INE, 2014), que se concentran en el lugar de Carrandi, que se encuentra junto a la carretera local de 2.º orden CL-2, que une Libardón con Coceña, a unos 5 km de la capital del concejo. 
Su principal festividad es a mediados de septiembre, por San Cosme y San Damián. 